# Elista
Elista (ruski: Элиста́;, također Эли́ста) je glavni grad Kalmičke Republike, autonomne republike u Ruskoj Federaciji. Smještena je na 46°22′N 44°15′E / 46.367°N 44.250°E. Broj stanovnika Eliste (2002.): 109.900.

## Povijest
Osnovana je 1865. Ima status grada od 1930. 1944. je cijelo stanovništvo Kalmičke Republike bilo deportirano u Sibir. Pripadnici ruskog naroda su bili doseljeni za renaseljavanje grada, a ime gradu je bilo promijenjeno u Stepnoj (rus. Степно́й), koje je ostalo do 1957., kad je preživjelim deportiranim stanovnicima bilo dopušteno vratiti se.

## Osobine
Od 1991., grad je karakteriziralo lagano propadanje ustanova izgrađenih za doba Sovjetskog Saveza (sveučilišni profesori su plaćeni samo 800 rubalja mjesečno, što bi iznosilo oko 25 eura), i s druge strane, veliki građevni projekti, koje je započeo predsjednik Kalmičke Republike, milijunaš Kirsan Iljumžinov.
Gradsko središte ima brojne obnovljene javne parkove, nakupljene oko glavnog trga, te velike kipove Lenjina i Bude. Prema istoku se nalazi Olimpijsko selo od XXXIII Šahovske olimpijade iz 1998., lokalno znane kao 'Šah-grad'. Lokacija ima javno plivalište i izvrstni muzej kalmičke budističke umjetnosti, koja zna biti korištena i kao konferencijsko središte. Veliki budistički hram se nalazi na zapadu, a kao zanimljivost valja navesti da je njegov smještaj izabrao Dalaj-Lama tijekom posjeta 1998.

## Prijevoz
Elista ima svoju malu zračnu luku, željezničku vezu prema Rostovu na Donu i dnevnu autobusnu vezu prema Volgogradu (6 h) i Moskvi (18 h). Unutar grada je mnoštvo minibus-linija, koje vode privatne tvrtke. Jedna vožnja dođe 5 rubalja.